# Kontejnerska ladja
Kontejnerska ladja je vrsta tovorne ladje, ki vozi svoj tovor v obliki intermodalnih kontejnerjev. So široko uporabljen način prevažanja nerazsutega tovora. Intermodalne kontejnerje se lahko prevaža tudi z vlaki in tovornjaki, ko pride ladja v pristanišče. Trenutno je v uporabi okrog 9.500 ladij tega tipa, število in kapaciteta ladij se stalno povečuje.
Kapaciteta kontejnerske ladje se meri v enotah TEU (ang. twenty-foot equivalent unit), dvajsetčeveljnih standardnih kontejnerjih. Največkrat je uporabljen 40-čeveljni kontejner, ki se šteje za dva TEU. Za težke tovore se po navadi uporablja samo en TEU. Največje ladje kot so razred Trojni E (EEE-razred) lahko prevažajo do 18.270 TEU.
Kontejnerske ladje so po navadi hitrejše od tankerjev ali pa ladij z razsutim tovor in imajo nameščene močnejše motorje. Največkrat jih poganja dvotaktni dizelski motor, ki uporablja poceni gorivo - mazut (ang. Bunker Fuel). Cena tega goriva se po navadi gilje 300-700 $US za tono. Mazut po navadi vsebuje veliko žvepla, zato zelo onesnažuje okolje. Moč motorjev Wärtsilä-Sulzer RTA96-C dosega 80.080 kW (108,920 KM), planirani (malo verjetno) MAN B&W K108ME-C pa 136.000 KM (101,415 kW). Počasni dvotaktni dizelski (okrog 100 obratov na minuti) imajo daleč največji termodinamični izkoristek pri motorjih z notranjim zgorevanjem - 50%. 
Po navadi uporabijo okrog 200–250 ton goriva na dan pri hitrosti 21–25 vozlov (38.9-46.3 km/h).
V zadnjem času se uporablja t. i. Slow Steaming, znižanje potovalne hitrosti z 27 na 18 vozlov, se tem se porabi približno 60% manj goriva.
Kontejnerska ladja razreda  Trojni-E (EEE-razred), bo dolga 400 metrov in bo največja ladja na svetu če ne štejemo razgrajenih supertankerjev, Knock Nevis in platforme Prelude.